# Claus Wellenreuther
Claus Wellenreuther (Mannheim, 1935) é um empresário alemão, cofundador da SAP SE.

## Formação e carreira
Wellenreuther estudou administração de empresas na Universidade de Mannheim, com ênfase em pesquisa operacional.
Obteve um doutorado em 8 de julho de 1968, orientado por Walter Georg Waffenschmidt e Rudolf Henn, com a tese Markoffsche Prozesse und ihre Anwendung auf Wartesysteme. Trabalhou depois em Mannheim na IBM. Lá participou no desenvolvimento de sistemas de contabilidade financeira. No final de 1971 deixou a IBM para programar uma contabilidade financeira padrão com processamento em lote. Pouco depois juntou-se a seu ex-colega da IBM Hasso Plattner, Dietmar Hopp, Hans-Werner Hector e Klaus Tschira, que também deixaram a IBM no início de 1972 para desenvolver um software padrão para processamento em tempo real. Juntos, os cinco fundaram a empresa de software de análise de sistemas e desenvolvimento de programas em Weinheim, que em 1988 se tornou a SAP AG. Wellenreuther foi particularmente responsável pela arquitetura e o conceito do módulo de contabilidade financeira do SAP R/2.
Wellenreuther deixou a empresa em 1980 por motivos de saúde. Recebeu um milhão de marcos alemães como indenização.
Em 1982 fundou a empresa DCW Software (Dr. Claus Wellenreuther GmbH & Co. KG), que se transformou em especialista em software ERP ("Enterprise Resource Planning") de médio porte. Em 2003, a empresa foi adquirida pela SAP. A aquisição, conhecida como um "acordo entre amigos", irritou muitos clientes da DCW que haviam decidido conscientemente por uma alternativa ao software SAP. Em 2004 a empresa foi fundida com a Steeb Anwendungssysteme GmbH.